# China heute
China heute (chinesisch 今日中国, Pinyin Jīnrì Zhōngguó) ist eine chinesische Zeitschrift, die in mehreren Sprachen in Peking erscheint. Sie wurde 1949 als China Reconstructs (中国建设,  Zhōngguó jiànshè – „China im Aufbau“) auf Anregung von Zhou Enlai von Song Qingling, Israel Epstein und Chen Hansheng gegründet. Derzeit gehört China heute zum Fremdsprachenamt Chinas und erscheint auf Chinesisch, Englisch, Deutsch (Druckausgabe eingestellt 2000), Französisch, Spanisch, Arabisch und seit 2010 auch auf Türkisch.

## Bibliographische Information
Die ISSN der verschiedenen Ausgaben wechselte mehrfach, u. a. ISSN~0009-4447, 1000-2944, 1003-093X; Der China-Zs.-Code lautet CN~11-1568.